# 1765 w literaturze
Wydarzenia literackie w 1765 roku.

## nowe książki

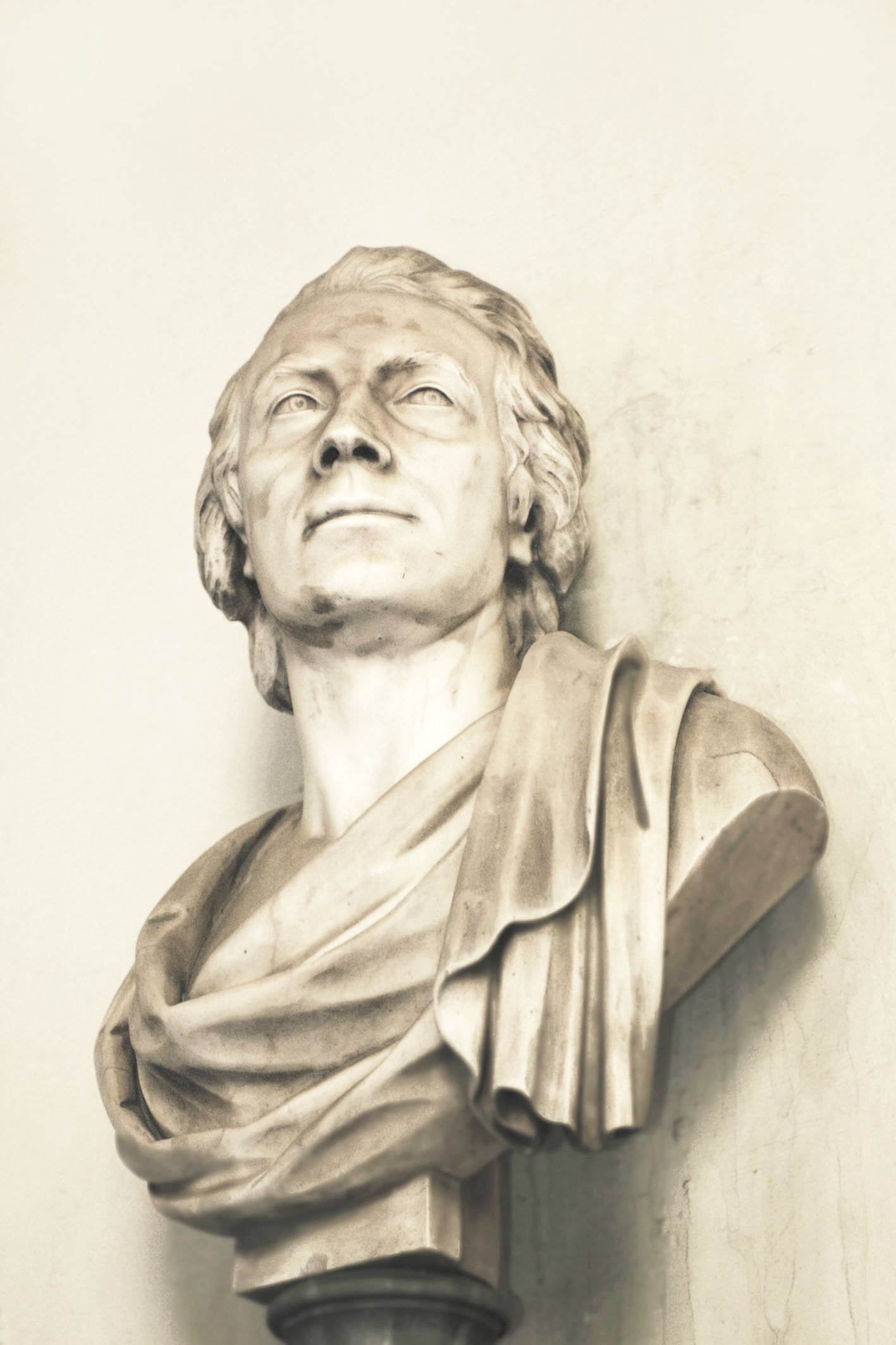
Joseph von Sonnenfels

- Joseph von Sonnenfels Der Mann ohne Vorurtheil.